# 米仔兰属
米仔兰属（學名：Aglaia）又名米仔蘭屬，是楝科植物下的一個屬，該屬有超過390種的植物，都是屬於桃花心木的家族。該種類的樹木大多出現在東南亞、澳洲北部及太平洋地區的亞熱帶和熱帶森林中。
它們分為喬木或灌木植物，當中有些是重要的木材樹木。其他的擁有香味的花，或是藥用特性（可食用的水果蘭撒，現在已經被列入榔色木屬。）
米仔蘭屬當中許多與他們的散布媒介有著複雜的生物學關係。有些顯示出具殺蟲活性。
属名Aglaia来源于希腊语aglaia，意为古希腊女神名，指花气味芳香。

## 下属物种
- 缩序米仔兰 Aglaia abbreviata
- 椭圆叶米仔兰 Aglaia elliptifolia
- 台湾米仔兰 Aglaia formosana
- 米仔兰 Aglaia odorata
  - 小叶米仔兰 Aglaia odorata var. microphyllina
- 碧绿米仔兰 Aglaia perviridis
- 山椤 Aglaia roxburghiana
- 马肾果 Aglaia testicularis
- 蘭嶼樹蘭 Aglaia chittagonga